# Najafgarh Jhil
Najafgarh Jhil (Najafgarh Jheel) és un llac i zona pantanosa entre el Territori de la Capital Nacional de Delhi i el districte de Gurgaon, al costat de la població de Najfargharh. La zona pantanosa té una llargada de 75 km cap al sud-oest de Najafgarh (fins a 28° 26′ 32″ N, 76° 50′ 30″ E / 28.44222°N,76.84167°E) i inunda una gran extensió després del temps de les pluges. L'alimenten diversos torrents procedents de les muntanyes de Gurgaon, i té un canal de sortida que va al Jumna o Jamuna. Najafgarh Jhil és la superfície d'aigua més gran de la zona de Delhi, originalment ocupant uns 22,5 km², si bé avui dia reduïda a 6 km². Un canal artificial cap al riu Jamuna fou construït el 1938 i fou inclòs més tard en la zona de drenatge de Najafgarh.
El 1857 els rebels sipais foren derrotats seriosament en aquest lloc pel general Nicholson.